# Ceresium rufum
Ceresium rufum là một loài bọ cánh cứng trong họ Cerambycidae.